# جون أندرسون (لاعب اتحاد الرغبي)
جون أندرسون (بالإنجليزية: John Anderson) هو لاعب اتحاد الرغبي نيوزيلندي، ولد في 9 مايو 1849 في إدنبرة في المملكة المتحدة، وتوفي في 26 مايو 1934 في كرايستشرش في نيوزيلندا.

## وصلات خارجية
- جون أندرسون عل موقع إسبنسكروم (الإنجليزية)